# TV Difusora Leste
TV Difusora Leste é uma emissora de televisão brasileira sediada em Caxias, cidade do estado do Maranhão. Opera no canal 11 (38 UHF digital) e é afiliada ao SBT. Faz parte do Sistema Difusora de Comunicação e integra a Rede Difusora, gerando sua programação para a cidade de Caxias e áreas próximas.

## História
A emissora foi inaugurada em 2004 como TV Difusora Caxias, substituindo uma retransmissora da TV Difusora no canal 11 VHF, que estava no ar desde 1999. A emissora era uma parceria entre Edinho Lobão, proprietário do Sistema Difusora de Comunicação e dono da concessão, e Humberto Coutinho, um influente político local.
Em 2014, os políticos rompem suas alianças após Coutinho passar a apoiar o então candidato a governador Flávio Dino, que seria adversário político de Lobão na eleição daquele ano. Isto afetou a TV Difusora Caxias, que perdeu o direito de utilizar o canal 11 VHF para transmitir sua programação e a do SBT, saindo do ar em 12 de maio. O canal 11 VHF passou a ser gerido pelo Sistema Veneza de Comunicação, responsável pela Band Caxias, voltando a retransmitir a TV Difusora São Luís alguns dias depois.
Após 45 dias fora do ar, a emissora retomou suas transmissões em 27 de junho, através do canal 3 VHF, com o nome de TV Sinal Verde, e retransmitindo a programação da Record, através de um acordo com a TV Cidade de São Luís. Porém, isso gerou novos impasses, uma vez que a Record já tinha sinal em Caxias através do canal 5 VHF, mantido pelo Sistema Veneza de Comunicação (pertencente a Paulo Marinho, adversário político de Humberto Coutinho), ocasionando a existência de dois canais transmitindo a mesma rede, e porque o canal 3 VHF é uma concessão pertencente à Prefeitura Municipal, naquela época sob a gestão do prefeito Léo Coutinho, sobrinho de Humberto Coutinho.
Em 2015, o Sistema Sinal Verde negociou novamente com o Sistema Difusora a concessão do canal 11 VHF, que foi vendido para a TV Sinal Verde. Em 6 de setembro, a emissora deixa o canal 3 VHF e retorna ao canal 11 VHF, bem como volta a ser afiliada do SBT e a retransmitir parte da programação gerada pela TV Difusora em São Luís, além de enviar matérias locais para os telejornais da capital.

Logotipo da emissora entre 2017 e 2021, quando ainda se chamava TV Sinal Verde.

A partir de 2017, com a derrota da família Coutinho nas eleições municipais de 2016 e o enfraquecimento do repasse de verbas publicitárias aos veículos do Sistema Sinal Verde, a emissora entra em crise, começando a demitir vários profissionais. Em 1.º de janeiro de 2018, com a morte de Humberto Coutinho, a TV Sinal Verde passa a ser administrada por seu irmão, Eugênio Coutinho, mas a crise financeira continua. Em abril, o deputado federal Weverton Rocha, que já arrendava os veículos do Sistema Difusora desde 2016, compra o Sistema Sinal Verde por cerca de 3 milhões de reais, tornando-se seu novo proprietário. Em 28 de junho de 2021, três anos após a compra, o Sistema Sinal Verde foi formalmente incorporado ao Sistema Difusora, e a TV Sinal Verde passou a se chamar TV Difusora Leste. O mesmo aconteceu com a emissora de rádio, que passou a se chamar Difusora FM.

## Sinal digital
| Canal virtual | Canal digital | Resolução de tela | Programação                                      |
| ------------- | ------------- | ----------------- | ------------------------------------------------ |
| 11.1          | 38 UHF        | 1080i             | Programação principal da TV Difusora Leste / SBT |

A emissora iniciou suas transmissões digitais em 26 de setembro de 2018, através do canal 38 UHF.
Transição para o sinal digital
Com base no decreto federal de transição das emissoras de TV brasileiras do sinal analógico para o digital, a TV Difusora Leste, bem como as outras emissoras de Caxias, irá cessar suas transmissões pelo canal 11 VHF em 31 de dezembro de 2023, seguindo o cronograma oficial da ANATEL.

## Controvérsias

### Suposta transmissão pirata
Em 2010, o Jornal dos Cocais denunciou a TV Difusora Caxias ao Ministério Público, por esta operar de maneira ilegal perante a Lei Geral das Comunicações (9.472/1997), atuando como Retransmissora de TV (RTV), porém agindo como Geradora. No entanto, como o estado do Maranhão faz parte da Amazônia Legal, a lei permite que emissoras que atuem como RTV também possam gerar conteúdo local, e a denúncia não obteve resultado.

### Censura aoRepórter Record Investigação
Em 27 de abril de 2015, o jornalístico Repórter Record Investigação foi até Caxias e produziu uma matéria sobre as mortes de 1 em cada 3 recém-nascidos na Maternidade Carmosina Coutinho em 2014. A maternidade é de propriedade da família Coutinho, sendo gerenciada em convênio com a Prefeitura Municipal de Caxias, e durante a veiculação do programa pela Rede Record, a TV Sinal Verde teve o seu sinal propositadamente tirado do ar.